# میشل مارکونی
میشل مارکونی (انگلیسی: Michele Marconi؛ زادهٔ ۱۳ مهٔ ۱۹۸۹) بازیکن فوتبال اهل ایتالیا است.
از باشگاه‌هایی که در آن بازی کرده‌است می‌توان به باشگاه فوتبال آلساندریا، باشگاه فوتبال لچه، باشگاه فوتبال یو. اس. پرگولیتزه، باشگاه فوتبال ونتزیا، باشگاه فوتبال آ. ث. لومتزانه، باشگاه فوتبال آتالانتا، و باشگاه فوتبال اسپال اشاره کرد.
وی همچنین در تیم‌های ملی فوتبال زیر ۱۶ سال ایتالیا، زیر ۱۷ سال ایتالیا، زیر ۱۸ سال ایتالیا، زیر ۱۹ سال ایتالیا، و زیر ۲۰ سال ایتالیا بازی کرده‌است.